# Huang Haiyang
Huang Haiyang (chiń. upr. 黄海洋; chiń. trad. 黃海洋; pinyin Huáng Hǎiyáng; ur. 1 listopada 1985 w Xuzhou) – chińska szablistka, wicemistrzyni olimpijska, srebrna medalistka mistrzostw świata. 
Podczas igrzysk olimpijskich w Pekinie w 2008 roku reprezentacja Chin w składzie: Bao Yingying, Huang Haiyang, Ni Hong i Tan Xue zdobyła srebrny medal w zawodach drużynowych (w finale przegrały z Ukrainkami 44:45). W rywalizacji indywidualnej zajęła 25. pozycję. Były to jej jedyne starty olimpijskie.
Na mistrzostwach świata w Hawanie w 2003 roku razem z Bao Yingying, Zhang Ying i Tan Xue zdobyła drużynowo srebrny medal. Był to jej jedyny medal na zawodach tego cyklu.
Wywalczyła również złote medale drużynowo na igrzyskach azjatyckich w Pusan w 2002 roku oraz podczas igrzysk azjatyckich w Doha w 2006 roku. Kilkukrotnie zdobywała także medale mistrzostw Azji, w tym złote: indywidualnie na MA w Bangkoku (2001) oraz drużynowo podczas MA w Kota Kinabalu (2005), MA w Nantong w (2007) i MA w Bangkoku (2008).